# Гутенштайн
Гутенштайн (нім. Gutenstein (Niederösterreich)) — ярмаркова комуна  (нім. Marktgemeinde)  в Австрії, у федеральній землі Нижня Австрія. 
Входить до складу округу Вінер-Нойштадт. Населення становить 1317 чоловік (2017 року). Займає площу 104,03 км². 

## Політична ситуація
Бургомістр комуни — Michael Kreuzer (GFG) за результатами виборів 2017 року.
Рада представників комуни (нім. Gemeinderat) складається з 19 місць.
- АНП займає 8 місць.
- GFG займає 7 місць.
- СДПА займає 4 місць.